# H.R. Giger
Hans Ruedi Giger, també conegut com a H.R. Giger o Hans Rudolf Giger, (Chur, 5 de febrer de 1940 - Zúric, 12 de maig de 2014) fou un dissenyador gràfic i escultor suís.

## Trajectòria
El 1966 va començar a treballar com dissenyador d'interiors. A partir de 1968 Giger es va dedicar exclusivament a l'art i els seus primers pòsters van ser publicats cap a 1969. Durant aquesta època va mantenir una relació amb Li Tober, amb la qual gravaria diversos curts. El suïcidi de la seva dona l'any 1975 va marcar per a sempre l'obra de Giger.
Conegut entre el gran públic per dissenyar i desenvolupar al costat de Carlo Rambaldi la criatura i alguns escenaris de la pel·lícula Alien de Ridley Scott (1979, basant-se en les seves pròpies obres anteriors, com "Necronomicon V") per la qual li van concedir l'any 1980 l'oscar als millors efectes visuals. També participa en la part estètica d'altres pel·lícules, com Espècies (Roger Donaldson, 1995) sent els seus treballs usats en les portades de molts llibres i discos. Així mateix, ha realitzat treballs per a videojocs com Darkseed, una aventura gràfica d'ambientació lovecraftiana. Posteriorment es presta voluntari com dissenyador d'Alien 3, ja que James Cameron, va rebutjar l'anomenat treball. També va participar en el disseny del costat fosc de Poltergeist II, quedant bastant desil·lusionat del tractament que en la pel·lícula se li van donar als seus dissenys. Existeix un museu dedicat a H.R. Giger a la ciutat de Gruyères, al Cantó de Friburg, Suïssa.

### Participació a pel·lícules
- 1976: Dune
- 1979: Alien
- 1985: La "Cloudbusting Machine" en el vídeo Cloudbusting de Kate Bush
- 1986: Poltergeist II
- 1988: Teito Monogatari
- 1992: Alien III
- 1995: Species
- 1995: Batman Forever (disseny del Batmobil)
- 1996: Kondom des Grauens

### Participació en portades de discs
- 1973 – Emerson, Lake and Palmer – Brain Salad Surgery
- 1977 – Magma – Attahk
- 1981 – Debbie Harry – KooKoo
- 1985 – Celtic Frost – To Mega Therion
- 1989 – Steve Stevens – Atomic Playboys
- 1990 – Atrocity – Hallucinations
- 1992 – Danzig – III: How The Gods Kill
- 1994 – Carcass – Heartwork
- 1994 - hide - Hide Your Face
- 1999 - Dr. Death - Somewhere in nowhere (Birthmachine)

## Obres literàries
- 1971 – ARh+
- 1974 – Passagen
- 1976 – HR Giger bei Sydow-Zirkwitz (Catàleg)
- 1977 – Necronomicon (ISBN 3-85591-019-7)
- 1980 – Giger's Alien
- 1981 – HR Giger's New York City
- 1984 – Retrospective 1964–1984 (Catàleg)
- 1985 – Necronomicon 2 (ISBN 3-85591-020-0)
- 1988 – Biomechanics
- 1991 – HR Giger ARh+ (ISBN 3-8228-1317-6)
- 1992 – Skizzen 1985
- 1993 – Watch Abart ’93 (Catàleg)
- 1995 – Species Design
- 1996 – Filmdesign
- 1996 – www HRGiger com
- 1996 – Visioni di fine millennio (Catàleg)
- 1998 – Monsters from the ID
- 1998 – The Mystery of San Gottardo
- 2002 – Icons „HR Giger"
- 2004 – Le Monde Selon HR Giger (Catàleg)
- 2005 – HR Giger in Prague (Catàleg)

## Exposicions
- H.R. Giger: Escultura, gràfica i disseny (del 18 d'octubre 2007 al 5 de desembre 2007)

Sala d'Exposicions de la Universitat Politècnica de València